# 克罗地亚独立国对塞尔维亚人的种族迫害
克罗地亚独立国对塞尔维亚人的种族迫害，是指1941年至1945年，纳粹德国扶植的法西斯主義政黨烏斯塔沙在克罗地亚独立国对塞尔维亚人進行的一系列集中營處決、大規模謀殺、種族清洗、驅逐、強迫皈依（Forced conversion）和性暴力事件。這次種族滅絕與克罗地亚独立国大屠杀以及羅姆人種族大屠殺同時進行，將納粹的種族政策與創建一個種族純正的「大克羅埃西亞」的最終目標結合起來。
乌斯塔沙组织的思想基础可以追朔至19世纪。部分克罗地亚民族主义（Croatian nationalism）者和知识分子建立了关于塞尔维亚人的种族主义理论，称後者为劣等种族。受一战影响，加上一些种族主义者对建立一个统一的南斯拉夫国家（参见南斯拉夫民族）的反对态度，造成了新成立的塞尔维亚人、克罗地亚人和斯洛文尼亚人王国（即1929年建立的南斯拉夫王国）内部各种族间紧张的局势。1920年代和1930年代，由塞尔维亚人主导的南斯拉夫政府在1月6日独裁（6 January Dictatorship，参见南斯拉夫王国#独裁）以及后来的反克罗地亚政策推动了民族主义和极右翼运动的兴起。最终以安特·帕韦利奇建立极端民族主义组织，恐怖组织乌斯塔沙而告终，贝尼托·墨索里尼为该组织提供经济以及意识形态上的帮助。另外，该组织还参与了对国王亚历山大一世的暗杀。
1941年軸心國入侵南斯拉夫后，一個名為克罗地亚独立国（NDH）的傀儡國家建立，包括现今的克罗地亚，波黑，以及塞尔维亚与斯洛文尼亚的部分领地，由乌斯塔沙統治。乌斯塔沙的目标是剔除所有非克罗地亚血统者，包括塞尔维亚人，犹太人、罗姆人以及异见者，建立一个单一民族的“大克罗地亚”（参见单一民族国家）。隨後發生了大屠杀並建立集中营，其中最大的為亚塞诺瓦茨集中营——以其大量處決和殘忍行徑而为人所知。此外，NDH是轴心国里唯一一个专门为儿童建立集中营的纳粹德国傀儡政权。該政權有計劃地殺害了大約 20 萬至 50 萬塞爾維亞人。30万塞族人被驱逐，至少20万名塞族人被迫皈依，这其中大多数人在战后不再皈依宗教。就参与屠杀者与被屠杀者的人数比例而言，NDH是欧洲最具殺傷力的政权之一。
迈尔·布达克（Mile Budak）以及其它NDH高级官员被南斯拉夫共产主义者联盟审判並判犯战争罪，集中营指挥官，如卢博·米洛斯（Ljubo Miloš），米罗斯拉夫·菲利波维奇（Miroslav Filipović）等被批捕处决，红衣主教阿洛伊修斯·斯特皮纳克（Aloysius Stepinac）被判处强迫皈依罪。包括乌斯塔沙最高领导人安特·帕韦利奇在内的许多人都逃到了外国，这其中大多数人逃往了拉丁美洲。战后的南斯拉夫政府（参见南斯拉夫社会主义联邦共和国）不鼓励独立学者，因此种族清洗没有得到适当的审查/自省，担心紧张的种族局势会动摇新建立的共产主义（参见南斯拉夫共产主义者联盟）政权。现如今，4月22日是塞尔维亚纪念种族灭绝和法西斯主义受害者的公共假日，而克罗地亚則在Jasenovac纪念遗址举行正式的纪念活动。